# خوسيه ميغيل بيريز
خوسيه ميغيل بيريز (بالإسبانية: José Miguel Pérez)‏ هو تريثلت إسباني، ولد في 31 أغسطس 1986.

## وصلات خارجية
- خوسيه ميغيل بيريز على موقع أوليمبيديا (الإنجليزية)